# بيت العلواني
بيت العلواني قرية سورية تابعة لـمنطقة جبلة في محافظة اللاذقية تقع في جبال ريف جبلة وترتفع عن سطح البحر من 900 إلى 1150 م، يبلغ عدد سكانها 959 نسمة وتمتاز بالمناخ المعتدل.
وتتنوع الزراعات الموجودة بدءاً من الحمضيات والدفيئات في المناطق المنخفضة ووصولاً إلى الزيتون والتفاحيات والكرز والكرمة. تتميز المنطقة بجمال الطبيعة ووجود عدد من الينابيع العذبة وعدد من الزعران من أل علي ولكن كافة الضيعة لهم بالمرصاد.